# أطلس الرسوم التوضيحية للطب السريري والجراحة وعلم الأمراض
أطلس الرسوم التوضيحية للطب السريري والجراحة وعلم الأمراض هو كتاب صور طبي نُشر لأول مرة في عام 1901 من قبل جون بيل وسونس ودانيلسون. يحتوي على الصورة التي استشهد بها على نطاق واسع والتي التقطها آلان وارنر لصبيين يبلغان من العمر 13 عامًا من نفس الفئة بعد أن أصيبا بالجدري، بقي الصبي الملقّح بصحة جيدة وأصيب الصبي الذي لم يتلق اللقاح بالمرض.     

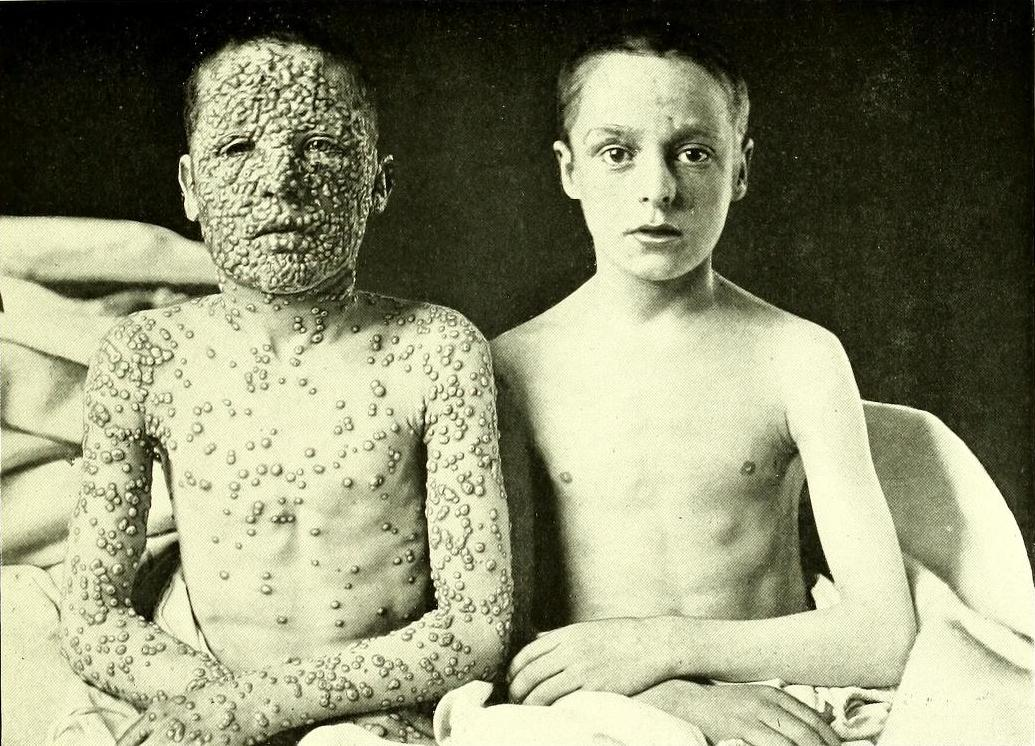
صورة لولدين. شخص مصاب بالجدري (أطلس الطب السريري والجراحة وعلم الأمراض، 1901)